# Allied Aviation XLRA
L'Allied Aviation XLRA est un hydravion à coque planeur de transport militaire américain resté à l'état de prototype.

## Historique
En avril 1941 l'état-major de l'US Navy fait savoir qu'il envisage d'acquérir des planeurs hydravions destinés au transport de ses troupes et de celles de l'US Marine Corps. Trois avionneurs se mettent alors sur les rangs : Allied Aviation, Bristol USA, et Waco.
Allied Aviation propose de développer un planeur reprenant les modèles architecturaux des hydravions à coque de l'époque. Son prototype est désigné XLRA. Deux prototypes sont commandés sous les numéros de série militaire 11647 et 11648. Une première commande est passée par la marine américaine pour cent exemplaires.
Le premier vol du XLRA numéro 11647 intervient en mars 1942. Il est remorqué par un bimoteur Douglas R4D-1. En juin de la même année le programme de planeurs hydravions de transport de la marine américaine est annulé, tout comme les cent exemplaires commandés du XLRA.
Les deux prototypes sont détruits.

## Sources & références

### Sources bibliographiques
- (en) David Mondey, The Hamlyn concise guide to American aircraft of World War II, Londres, Chancellor Press, 1994, 239 p. (ISBN 1-85152-706-0)